# Vid Milenkovic
Vid Milenkovic Zürich, 21 de julio de 1995) es un baloncestista suizo que pertenece a la plantilla de Lions de Genève que compite en la Liga Nacional de Baloncesto de Suiza, la primera división del baloncesto suizo. Con 1,95 metros de estatura, juega en la posición de Escolta.

## Trayectoria deportiva

### Universidad
Tras graduarse en el instituto DSB Belgrade en Serbia en 2014 obteniendo un título en ciencias deportivas y sports management, Vid pone rumbo a Estados Unidos a desarrollar su etapa universitaria como jugador de baloncesto en la División III de la NCAA, donde jugó seis temporadas en la Universidad de Wisconsin-Superior, en las que promedió 10,39 puntos y 6,39 rebotes por partido.

#### Estadísticas
| Año     | Equipo                            | PJ | PT | MPP  | %TC  | %3P  | %TL  | RPP  | APP  | ROB  | TPP  | PPP   |
| ------- | --------------------------------- | -- | -- | ---- | ---- | ---- | ---- | ---- | ---- | ---- | ---- | ----- |
| 2014–15 | Universidad de Wisconsin-Superior | 5  | 0  | 1.8  | .333 | .500 | .000 | 0.4  | 0.2  | 0.0  | 0.0  | 0.6   |
| 2015–16 | Universidad de Wisconsin-Superior | 26 | 19 | 26.7 | .492 | .333 | .596 | 5.81 | 1.58 | 0.62 | 0.19 | 8.46  |
| 2016–17 | Universidad de Wisconsin-Superior | -  | -  | -    | -    | -    | -    | -    | -    | -    | -    | -     |
| 2017–18 | Universidad de Wisconsin-Superior | 25 | 25 | 34.1 | .533 | .427 | .744 | 8.2  | 2.32 | 0.84 | 0.72 | 14.36 |
| 2018–19 | Universidad de Wisconsin-Superior | -  | -  | -    | -    | -    | -    | -    | -    | -    | -    | -     |
| 2019–20 | Universidad de Wisconsin-Superior | 26 | 26 | 31.3 | .522 | .396 | .755 | 9.5  | 2.23 | 1.35 | 0.38 | 17.54 |
| Total   | Total                             | 56 | 44 | 27.8 | .514 | .413 | .683 | 6.39 | 1.79 | 0.66 | 0.41 | 10.39 |

### Profesional
Tras no ser elegido en el Draft de la NBA de 2020, Vid se unió a la plantilla de los Starwings Basket Regio Basel un equipo de baloncesto suizo con sede en la ciudad de Basilea, que compite en la LNA, la primera división del baloncesto suizo. 
En 2021, firma con los Lions de Genève un equipo de baloncesto suizo con sede en la ciudad de Ginebra, que compite en la LNA, la primera división del baloncesto suizo para la temporada 2021-2022.